# 한재진
한재진(1969년 10월 27일 ~ )은 대한민국의 희극 배우이다.

## 생애
대한민국 서울에서 출생하여 성장한 그는 1995년 MBC 공채 6기로 데뷔, MBC 문화방송 텔레비전 프로그램 일요일 일요일 밤에 오늘은 좋은날 21세기 위원회에 출연하였다.

## 출연작

### 연극
- 《학촌 사람들》 ... 이장 영감 역(조연)

### 텔레비전 프로그램
- 《21세기 위원회》 (MBC)
- 《김경민의 웃음 천국 100%》 (ETN)
- 《코미디하우스》 (MBC)
- 《일밤》 (MBC)

### 라디오 프로그램
- 《 인천TBN 즐거운 주말 아침입니다》 (인천TBN)